# Comunicarea dintre păsări
Păsările comunică între ele prin intermediul cântecelor, chemărilor sau a altor vociferări. Dansurile și zborurile ritualice tot sunt considerate forme ale comunicării.

## Aspecte ale comunicării

### Comunicarea vocală

#### Cântece
Cântecele sunt tipare  specifice de note, care sunt repetate cu unele variații.